# Jim ten Boske
Jim ten Boske, (Deventer, 28 augustus 1946) is een Nederlands componist
Hij studeerde gitaar bij Koos Tigges aan het Haags Conservatorium te Den Haag. 
Vanaf 1970 is hij als muziekdocent verbonden aan de opleiding Creatieve Therapie van de Hogeschool Utrecht. Sinds 1985 is hij hoofdvakdocent elektrische gitaar aan het Conservatorium te Enschede. In april 2000 startte hij de muziekuitgeverij AJB Music Productions.
De eerste composities waren songs voor de rockband Bumble Bees. 
Zijn muziek bevat veel invloeden uit de jazz- en rock muziek.
Jim speelde in de band The Condors. 
Hij heeft gitaarles gegeven aan singer-songwriter Nadieh in Leiden.
Enkele projecten:
- Cantate Menocchio voor het Projectkoor Morgenrood (1990).
- Muziek voor het theaterstuk Panopticum(1995).
- Kwartet Short Delay voor Internationale Kamermuziekweken te Enschede (1999).
- Theaterstuk Met mij gaat alles goed,voor en door studenten van het Internationaal Studie Traject van de Hogeschool van Utrecht (2000).